# アジアーゴ
アジアーゴ（イタリア語: Asiago）は、イタリア共和国ヴェネト州ヴィチェンツァ県にある、人口約6,500人の基礎自治体（コムーネ）。
アジアーゴ高原に位置するコムーネで、この地域では最大のコムーネ人口を有する。歴史上は、ドイツ語系の言語と独自の文化を有して自治を保った「セッテ・コムーニ」の中心地であり、第一次世界大戦の激戦地（アジアーゴの戦い）としても知られる。冬はウィンタースポーツ（特にノルディックスキー）、夏はハイキングやサイクリングなどで賑わうリゾート地であり、またアジアーゴ・チーズにその名を冠している。

## 名称
歴史的にはドイツ語系のチンブロ語が話された地域である。イタリア語以外の言語では以下の名称を持つ。
- チンブロ語: Sleghe
- ドイツ語: Schlägen

日本語文献では「アジアーゴ」のほか、「アジアゴ」とも表記される。

## 地理

### 位置・広がり
ヴィチェンツァ県北端、アジアーゴ高原（セッテ・コムーニ）に位置するコムーネで、北にトレンティーノ＝アルト・アディジェ州に接する。おおむねT字型の市域の面積は162.99km2に及び、これはヴィチェンツァ県は最も広い。市域の北部は山岳・高原地帯が広がっている。
アジアーゴの中心市街は市域南部にあり、県都ヴィチェンツァの北約37km、トレントの南東約37km、州都ヴェネツィアの北西約79kmに位置する。

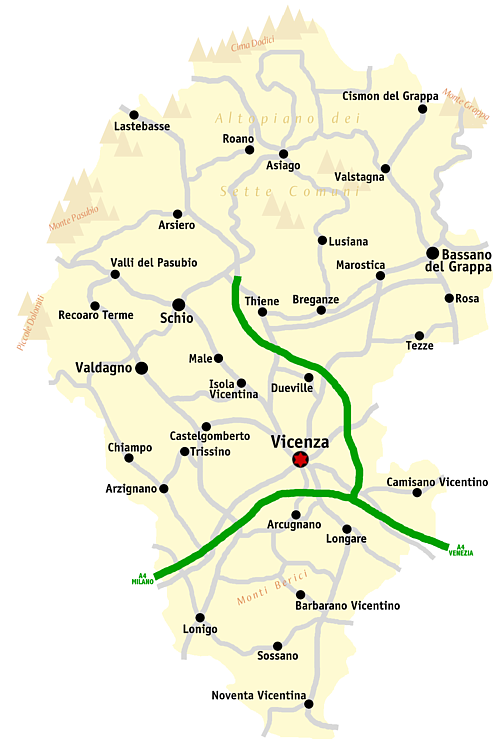
ヴィチェンツァ県概略図

#### 隣接コムーネ
隣接するコムーネは以下の通り。括弧内のTNはトレント自治県（トレンティーノ＝アルト・アディジェ州）所属を示す。
| - ボルゴ・ヴァルスガーナ (TN) - 北 - カステルヌオーヴォ (TN) - 北 - カステル・イヴァーノ (TN) - 北 - オスペダレット (TN) - 北 - グリーニョ (TN) - 北東 - エーネゴ - 北東 - ガッリオ - 東 - フォーツァ - 東 - ヴァルブレンタ - 東 | - ルジアーナ・コンコ - 南東 - ルーゴ・ディ・ヴィチェンツァ - 南 - カルヴェーネ - 南 - カルトラーノ - 南西 - ロアーナ - 西 - ロトツォ - 西 - レーヴィコ・テルメ (TN) - 北西 |

- 市街中心部
- 市庁舎

## 歴史

### 古代・中世

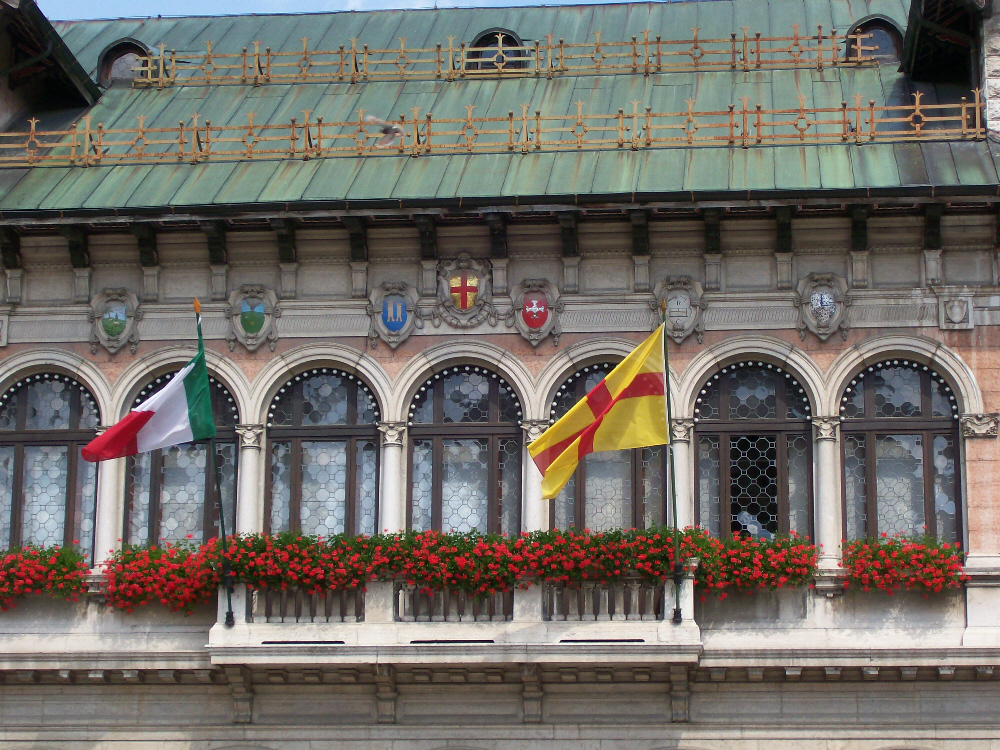
アジアーゴの市庁舎に掲げられた、7つのコムーネの紋章

この地域に最初に人類が居住するようになったのは、旧石器時代・中石器時代にさかのぼる。ローマ時代以前にはすでに定住が見られた。
アジアーゴ高原の7つの都市（セッテ・コムーニ）は、1310年に同盟を結んだ。アジアーゴは同盟の中心地であった。セッテ・コムーニは5世紀にわたり自治を行った。
ナポレオン戦争によりフランスが北イタリアを占領すると、1807年にセッテ・コムーニの自治も失われた。

### 近代・現代

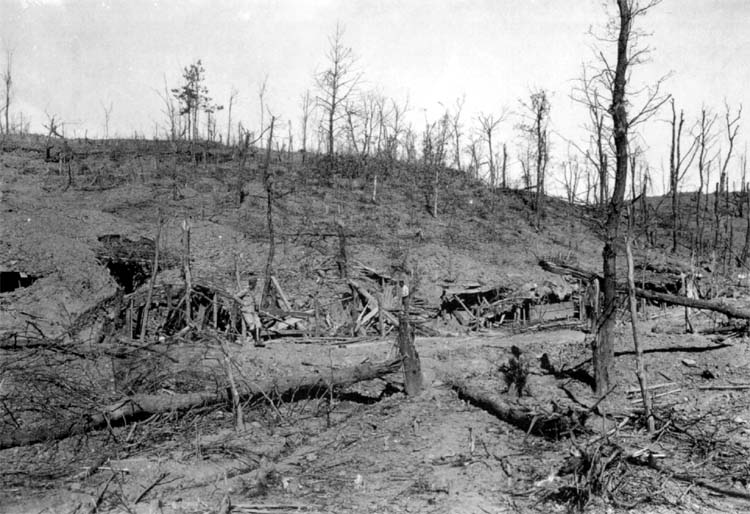
アジアーゴ高原の戦場

第一次世界大戦では、当時オーストリア＝ハンガリー帝国領であった南チロル（現在のトレンティーノ＝アルト・アディジェ自治州）との国境にあたるアジアーゴ高原はイタリア戦線の戦場となった。当初は国境線に沿った塹壕をめぐり、膠着した戦いが繰り広げられた。
1916年5月、オーストリア軍はアジアーゴ高原の突破を図って攻勢をかけた。激しい砲撃により、アジアーゴの市街地も破壊された。1か月に及ぶこの戦いはオーストリア軍の敗退に終わるが、両軍合わせて2万7000人の戦死者を出した。その後も、国境付近のオルティガーラ山を巡るオルティガーラ山の戦い（1917年6月）などが繰り広げられた。
第一次世界大戦の終結後、市街地の再建が行われるとともに、戦没者の遺骨を収拾して記念碑（納骨堂）が作られた。

## 社会

### 言語
アジアーゴでは、19世紀半ばまでドイツ語系の言語であるチンブロ語が話されていた。

### 特産品
アジアーゴ・チーズの産地である。熱を少し加えたグラーナ・タイプのチーズで、ペコリーノに似て平らで丸く、重さは一つ9kgほどである。原産地名称保護制度 (DOP) による名称保護を受けており、アジアーゴで規定に従って生産されたチーズだけが「アジアーゴ・チーズ」という名称を使用できる。

## 文化・観光・施設

### 第一次世界大戦の激戦地
市街近くの丘には軍人墓苑 (it:Sacrario militare di Asiago) があり、記念碑（納骨堂）や博物館が建てられている。この記念碑は、パスビオやモンテ・グラッパ、トネッツァ・デル・チモーネの戦争記念碑と同様に、ヴィチェンツァ県のシンボルとなっている。
軍人墓地 (it:Cimiteri di guerra dell'Altopiano dei Sette Comuni) には各国の戦没者が埋葬されている。
アジアーゴの戦いに従軍したエミリオ・ルッス（のちに小説家・政治家となる）は、『戦場の一年』でこの戦闘を描いている。アーネスト・ヘミングウェイも当地で戦った一人である。
- 軍人墓苑に建つ戦争記念碑（遠景）
- 戦争記念碑

### 天文台
アジアーゴには天文台が2つある。
パドヴァ大学が所有するアジアーゴ天文台 (it:Osservatorio astrofisico di Asiago) と、イタリア国立天文学研究所（INAF） (it:Istituto nazionale di astrofisica) のアジアーゴ・チーマ・エカール天文台 (it:Stazione osservativa di Asiago Cima Ekar) である。
1999年から、パドヴァ大学天文学部とドイツ航空宇宙センター（DLR）の共同プロジェクトとして、アジアーゴ・チーマ・エカール天文台の望遠鏡を用いて地球近傍天体を観測するアジアーゴDLR小惑星サーベイが行われた。

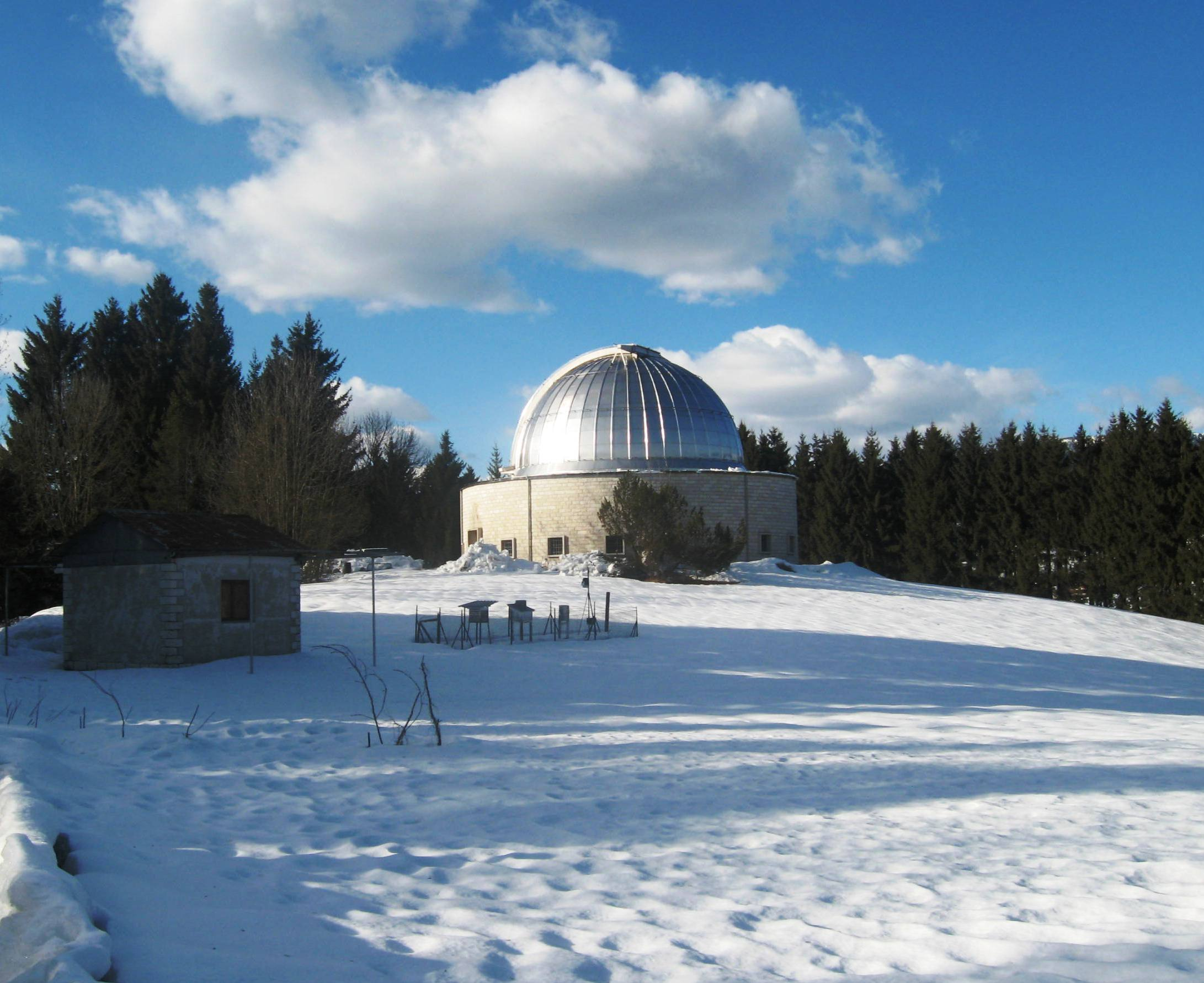
アジアーゴ天文台

## スポーツ
アイスホッケーのクラブチーム HC Asiago、インラインホッケーのクラブチーム Asiago Vipers が本拠を置く。

## 交通

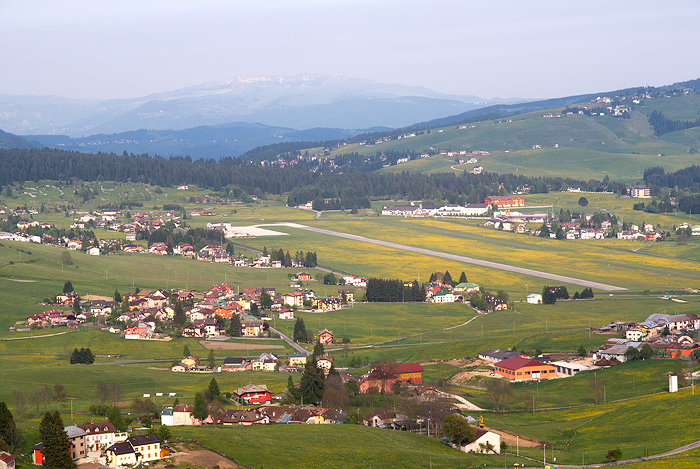
アジアーゴ空港

### 空港
- アジアーゴ空港 (it:Aeroporto di Asiago)

## 人物

### 著名な出身者
- マーリオ・リゴーニ・ステルン - 作家。
- エンリコ・ファブリス - スピードスケート選手。